# Chaunax africanus
Chaunax africanus, tên thông thường là cá nóc hòm châu Phi, là một loài cá biển thuộc chi Chaunax trong họ Chaunacidae. Loài này được mô tả lần đầu tiên vào năm 2013.

## Danh pháp khoa học
Danh pháp khoa học của loài cá này, africanus, ám chỉ đến vị trí đầu tiên tìm thấy nó, châu Phi, và cũng ám chỉ đến các hoa văn trên cơ thể của nó tương tự như một số loài động vật châu Phi, như hươu cao cổ.

## Phân bố và môi trường sống
C. africanus có phạm vi phân bố ở vùng biển Tây Nam Ấn Độ Dương. Loài này được biết đến qua 2 mẫu vật được thu thập ở ngoài khơi Beira, Mozambique. Chúng sống xung quanh các rạn san hô dọc theo sườn dốc ngầm ở độ sâu khoảng từ 162 đến 200 m.

## Mô tả
Chiều dài tối đa được ghi nhận ở C. africanus có kích thước khoảng 22,7 cm. Màu sắc khi còn sống của các mẫu vật không được ghi lại. Màu sắc của các tiêu bản: Phần trên và hai bên thân được phủ bởi các mảng màu nâu với đủ kích cỡ xen lẫn với các "đường lưới" màu trắng. Trên đầu có các dải nâu trải dài đến gốc vây lưng và vây đuôi. Xung quanh mắt tỏa ra các dải sọc nâu. 6 tia vây đuôi trên cùng được phủ bởi các dải màu nâu và trắng nhạt; 3 tia vây dưới cùng có màu trắng nhạt. Vây bụng và phía dưới của vây ngực màu trắng nhạt.
Số gai ở vây lưng: 3; Số tia vây mềm ở vây lưng: 12; Số gai ở vây hậu môn: 0; Số tia vây mềm ở vây hậu môn: 6 – 7; Số tia vây mềm ở vây ngực: 13 – 14; Số tia vây mềm ở vây đuôi: 9.